# キスメット (1944年の映画)
『キスメット』（原題・Kismet）は、エドワード・ノブロックの戯曲に基づいた1944年のアメリカ合衆国のファンタジー映画である。テクニカラー作品として撮影され、ウィリアム・ディターレが監督、ロナルド・コールマンやマレーネ・ディートリヒなどが出演した。1920年・1930年にも映画化されており、1953年にはミュージカル版がブロードウェイで上演されている。ミュージカル版も1955年に映画化された。

## キャスト
- ハフィス：ロナルド・コールマン
- ジャミラ：マレーネ・ディートリヒ
- カリフ：ジェームズ・クレイグ
- 宰相：エドワード・アーノルド
- マルシナ（ハフィスの娘）：ジョイ・ペイジ
- アガー：ハリー・ダヴェンポート
- ナレーション：フランク・モーガン

## スタッフ
- 監督：ウィリアム・ディターレ
- 製作：エヴェレット・リスキン
- 脚本：ジョン・ミーハン
- 音楽：ハーバート・ストサート
- 撮影：チャールズ・ロッシャー
- 編集：ベン・ルイス
- 美術：セドリック・ギボンズ、ダニエル・B・キャスカート
- 装置：エドウィン・B・ウィリス
- 録音：ダグラス・シアラー

## アカデミー賞ノミネーション
- 撮影賞（カラー）：チャールズ・ロッシャー
- 室内装置賞（カラー）：セドリック・ギボンズ、ダニエル・B・キャスカート、エドウィン・B・ウィリス、リチャード・ペファール
- 録音賞：ダグラス・シアラー
- 劇・喜劇映画音楽賞：ハーバート・ストサート